# Vivar
Vivar of Vivar del Cid is een dorp in de gemeente Quitanilla Vivar, dat op 8 kilometer van Burgos in Spanje ligt. Het dorp telt zo'n 140 inwoners. Het is bekend als de geboorteplaats van de Spaanse ridder Rodrigo Díaz, el Cid Campeador. In de maand juli worden er speciale feesten ter ere van hem gehouden met onder andere middeleeuwse banketten.

## Monumenten
- De 15e-eeuwse San Miguel kerk
- Monument ter nagedachtenis aan de Cid Campeador.
- Nuestra Señora del Espino Convent: Gesticht door Pedro López Padilla en zijn vrouw Isabel Pacheco Padilla in 1477. 
 Het manuscript van El Cantar de Mio Cid bevond zich jarenlang in de bibliotheek van dit klooster. 
Tegenwoordig wordt het in de Nationale Bibliotheek in Madrid bewaard.
- De windmolen van de Cid: Vertrekpunt van de route van de Cid.